# Neoterpes edwardsata
Neoterpes edwardsata là một loài bướm đêm trong họ Geometridae.